# Nati nel 1962/Aprile
| Questa pagina contiene informazioni ricavate automaticamente dalle voci biografiche con l'ausilio del template Bio e di un bot. L'aggiornamento è periodico e automatico e ricostruisce completamente la pagina. Se manca una persona in questa lista, sei pregato di non aggiungerla, ma accertati piuttosto che la sua voce biografica contenga il template Bio e che i dati anagrafici siano correttamente compilati. Se il template Bio manca, inseriscilo tu stesso o, in alternativa, metti l'avviso {{tmp\|Bio}} che ne segnala la mancanza. Se i dati riportati sono sbagliati, correggi direttamente la voce biografica; le modifiche saranno visibili in questa lista entro pochi giorni. Per chiarimenti vedi il progetto biografie. La lista contiene solo le 315 persone che sono citate nell'enciclopedia e per le quali è stato implementato correttamente il template Bio. Pagina aggiornata al 10 lug 2025. |

- 1º aprile - Taher Abouzaid, ex calciatore egiziano
- 1º aprile - Francesco La Rosa, militare italiano
- 1º aprile - Samboy Lim, cestista filippino († 2023)
- 1º aprile - Beatrice Masini, scrittrice, giornalista e traduttrice italiana
- 1º aprile - Paloma Sánchez-Garnica, scrittrice spagnola
- 1º aprile - John Wallace, ex canottiera canadese
- 2 aprile - Axel Bergstedt, compositore brasiliano
- 2 aprile - Pierre Carles, regista francese
- 2 aprile - Nikolaj Evmenov, ammiraglio russo
- 2 aprile - Tony Franklin, musicista e compositore britannico
- 2 aprile - Sarah Gilbert, biologa e imprenditrice britannica
- 2 aprile - Clark Gregg, attore e regista statunitense
- 2 aprile - Daniele Molgora, politico italiano
- 2 aprile - José Ángel Ruiz López, ex calciatore spagnolo
- 2 aprile - Yasuo Ueshima, ex calciatore giapponese
- 3 aprile - Jaroslav Benák, ex hockeista su ghiaccio cecoslovacco
- 3 aprile - Benedetto Della Vedova, politico italiano
- 3 aprile - Jorge Luiz L. Fernandes, ex nuotatore brasiliano
- 3 aprile - Sandro Fioravanti, telecronista sportivo italiano
- 3 aprile - Grégoire Lascubé, ex rugbista a 15 francese
- 3 aprile - Francesco Magnelli, pianista, compositore e arrangiatore italiano
- 3 aprile - Sophie Moressée-Pichot, ex schermitrice e pentatleta francese
- 3 aprile - Mike Ness, chitarrista, cantante e compositore statunitense
- 3 aprile - Jaya Prada, attrice e politica indiana
- 3 aprile - Simon Raymonde, polistrumentista e produttore discografico inglese
- 3 aprile - Jennifer Rubin, attrice e modella statunitense
- 3 aprile - Giorgio Serafini, sceneggiatore e regista italiano
- 3 aprile - Brenda Ann Spencer, criminale statunitense
- 3 aprile - Roberto Succo, serial killer italiano († 1988)
- 4 aprile - Craig Adams, musicista britannico
- 4 aprile - Alessandra Anglesio, ex schermitrice italiana
- 4 aprile - Arnulfo Becerra, ex calciatore venezuelano
- 4 aprile - Willy Borsus, politico belga
- 4 aprile - Marco Giovannetti, ex ciclista su strada italiano
- 4 aprile - Melissa Hart, politica statunitense
- 4 aprile - Viktor Nikolaevič Sokolov, ammiraglio russo
- 5 aprile - Lana Clarkson, attrice e modella statunitense († 2003)
- 5 aprile - Paolo Cova, politico e veterinario italiano
- 5 aprile - Sara Danius, critica letteraria svedese († 2019)
- 5 aprile - Richard Gough, ex calciatore e allenatore di calcio scozzese
- 5 aprile - Saeed Hanaei, serial killer iraniano († 2002)
- 5 aprile - André Hoekstra, allenatore di calcio e ex calciatore olandese
- 5 aprile - Kirsan Nikolaevič Iljumžinov, politico e dirigente sportivo russo
- 5 aprile - Maurice Malpas, allenatore di calcio e ex calciatore scozzese
- 5 aprile - Arild Monsen, ex fondista norvegese
- 5 aprile - Kieth O'dor, pilota automobilistico britannico († 1995)
- 5 aprile - Emilio Solfrizzi, attore e comico italiano
- 5 aprile - Vincenzo Voce, ingegnere ambientale, ambientalista e politico italiano
- 6 aprile - Sorin Ardeleanu, ex cestista rumeno
- 6 aprile - Tomoyasu Asaoka, calciatore giapponese († 2021)
- 6 aprile - Javier Cercas, scrittore e saggista spagnolo
- 6 aprile - Jannicke, cantante norvegese
- 6 aprile - Paolo Lanza, ex cestista, allenatore di pallacanestro e dirigente sportivo italiano
- 6 aprile - Steven Levitan, sceneggiatore, regista e produttore televisivo statunitense
- 6 aprile - Kurt Meier, bobbista svizzero
- 6 aprile - Carlo Messina, banchiere e dirigente d'azienda italiano
- 6 aprile - Otair Nicoletti, vescovo cattolico brasiliano
- 6 aprile - Renzo Rosati, militare italiano († 1988)
- 6 aprile - Marco Schällibaum, allenatore di calcio e ex calciatore svizzero
- 6 aprile - Annejet van der Zijl, giornalista e scrittrice olandese
- 7 aprile - Federico Bardazzi, direttore d'orchestra e musicista italiano
- 7 aprile - Fulvio Ciervo, copilota di rally italiano
- 7 aprile - Christine Galard, ex cestista francese
- 7 aprile - Prasad Gallela, vescovo cattolico indiano
- 7 aprile - Andrew Hampsten, ex ciclista su strada statunitense
- 7 aprile - Domenico Iannacone, giornalista italiano
- 7 aprile - Jurij Kis, ex nuotatore sovietico
- 7 aprile - Warren Potent, ex tiratore a segno australiano
- 7 aprile - Alan Robert, cantante, bassista e fumettista statunitense
- 7 aprile - Gustavo Enrique Torregiani, giocatore di biliardo argentino
- 7 aprile - Ram Gopal Varma, regista, sceneggiatore e produttore cinematografico indiano
- 7 aprile - Robert Wells, compositore, pianista e cantante svedese
- 7 aprile - Marcel de Graaff, politico olandese
- 8 aprile - Alberto Angela, paleontologo, divulgatore scientifico e conduttore televisivo italiano
- 8 aprile - Gianfranco Cinello, allenatore di calcio e ex calciatore italiano
- 8 aprile - Massimo De Santis, ex arbitro di calcio italiano
- 8 aprile - Paddy Lowe, ingegnere britannico
- 8 aprile - Carme Pigem, architetta spagnola
- 8 aprile - Izzy Stradlin, chitarrista e cantante statunitense
- 8 aprile - Robert Vince, regista, produttore cinematografico e sceneggiatore canadese
- 9 aprile - Stefano De Lillo, politico italiano
- 9 aprile - Mirsad Jonuz, allenatore di calcio e ex calciatore macedone
- 9 aprile - Sergej Naumov, ex pallanuotista sovietico
- 9 aprile - Freddie Joe Nunn, giocatore di football americano statunitense († 2021)
- 9 aprile - Mircea Rednic, ex calciatore e allenatore di calcio rumeno
- 9 aprile - Joel Soto, ex calciatore cileno
- 9 aprile - Pavel Svoboda, politico ceco
- 9 aprile - Jeff Turner, ex cestista statunitense
- 10 aprile - Beniamino Abate, allenatore di calcio e ex calciatore italiano
- 10 aprile - Shinehead, cantante e rapper britannico
- 10 aprile - Atle Kvålsvoll, dirigente sportivo e ex ciclista su strada norvegese
- 10 aprile - Susan Leo, ex tennista australiana
- 10 aprile - Mark Livolsi, montatore statunitense († 2018)
- 10 aprile - Hoyt Richards, supermodello e attore statunitense
- 10 aprile - Dani Shapiro, scrittrice statunitense
- 10 aprile - Zsuzsanna Szőcs, ex schermitrice ungherese
- 10 aprile - Jukka Tammi, ex hockeista su ghiaccio finlandese
- 10 aprile - Steve Tasker, ex giocatore di football americano statunitense
- 10 aprile - Cathy Turner, ex pattinatrice di short track statunitense
- 10 aprile - Yang Ning, ex calciatore cinese
- 10 aprile - Marco Zanetti, giocatore di biliardo italiano
- 10 aprile - Viktor Zuikov, ex schermidore estone
- 11 aprile - Franck Ducheix, ex schermidore francese
- 11 aprile - Franz Heinzer, allenatore di sci alpino e ex sciatore alpino svizzero
- 11 aprile - Thomas Kostner, allenatore di hockey su ghiaccio e ex hockeista su ghiaccio italiano
- 11 aprile - Fabio Mitterhofer, ex giocatore di curling italiano
- 11 aprile - Virginia Popa, ex cestista rumena
- 11 aprile - Gigi Porceddu, scultore italiano
- 11 aprile - Alois Stadlober, ex fondista austriaco
- 12 aprile - Freddy Bravo, ex calciatore ecuadoriano
- 12 aprile - Ivano Camozzi, ex sciatore alpino italiano
- 12 aprile - Hüseyin Avni Danyal, attore turco
- 12 aprile - Zidrou, fumettista belga
- 12 aprile - Annika Falkengren, imprenditrice e banchiera svedese
- 12 aprile - Jarosław Kalinowski, politico polacco
- 12 aprile - Kim Hwa-sun, ex cestista sudcoreana
- 12 aprile - Julia Koch, socialite e filantropa statunitense
- 12 aprile - Katsuhiro Kusaki, ex calciatore giapponese
- 12 aprile - Fabián López, allenatore di calcio a 5 argentino
- 12 aprile - Jacques Maillot, regista e sceneggiatore francese
- 12 aprile - Brenno Martignoni Polti, politico svizzero
- 12 aprile - Reinhold Mathy, ex calciatore tedesco
- 12 aprile - Giulia Pazienza, ex cestista italiana
- 12 aprile - Carlos Sainz, pilota di rally spagnolo
- 12 aprile - Nobuhiko Takada, ex wrestler, ex artista marziale misto e attore giapponese
- 13 aprile - Rocco Dicillo, poliziotto italiano († 1992)
- 13 aprile - Edivaldo, calciatore brasiliano († 1993)
- 13 aprile - Nelson Gutiérrez, ex calciatore uruguaiano
- 13 aprile - Andrej Kravčuk, regista e sceneggiatore russo
- 13 aprile - Chris Riddell, illustratore, scrittore e vignettista britannico
- 13 aprile - Hillel Slovak, chitarrista e musicista israeliano († 1988)
- 13 aprile - Sedric Toney, ex cestista statunitense
- 13 aprile - Philippe Vatuone, ex ginnasta francese
- 14 aprile - Bruno Archi, diplomatico e politico italiano
- 14 aprile - James Carpenter, ex schermidore statunitense
- 14 aprile - Kelly Goodburn, ex giocatore di football americano statunitense
- 14 aprile - Paulo Leão, regista, attore e sceneggiatore brasiliano
- 14 aprile - Deni Lušić, allenatore di pallanuoto e ex pallanuotista croato
- 14 aprile - Constanza Oriani, ex schermitrice argentina
- 14 aprile - Laura Richardson, politica statunitense
- 14 aprile - Marcello Tittarelli, ex tiratore a volo italiano
- 15 aprile - Agustín Abadía, ex calciatore e allenatore di calcio spagnolo
- 15 aprile - Maurizio Costantini, allenatore di calcio e ex calciatore italiano
- 15 aprile - Nawal El Moutawakel, ex ostacolista e velocista marocchina
- 15 aprile - Funki Porcini, musicista e disc jockey britannico
- 15 aprile - Alberto Ghidoni, allenatore di sci alpino e ex sciatore alpino italiano
- 15 aprile - Abdulqader Hassan, ex calciatore emiratino
- 15 aprile - Nick Kamen, cantante, musicista e modello britannico († 2021)
- 15 aprile - Tom Kane, doppiatore statunitense
- 15 aprile - Daniel Henry Mueggenborg, vescovo cattolico statunitense
- 15 aprile - David Pope, cestista statunitense († 2016)
- 15 aprile - Miriam Stockley, cantante e compositrice britannica
- 15 aprile - Sally Ann Triplett, attrice e cantante inglese
- 15 aprile - Alex Veadov, attore ucraino
- 15 aprile - Jhon Jairo Velásquez, criminale colombiano († 2020)
- 15 aprile - Talat Xhaferi, politico e militare macedone
- 16 aprile - Martina Anderson, politica irlandese
- 16 aprile - Antony Blinken, diplomatico e politico statunitense
- 16 aprile - Wesley Correa, ex cestista portoricano
- 16 aprile - Davide Croce, ex cestista italiano
- 16 aprile - Anna Dello Russo, giornalista italiana
- 16 aprile - Gladys Gutiérrez, magistrata venezuelana
- 16 aprile - Jiří Jeslínek, ex calciatore cecoslovacco
- 16 aprile - Ian MacKaye, cantante, musicista e produttore discografico statunitense
- 16 aprile - Aleksandr Alekseevič Moiseev, ammiraglio russo
- 16 aprile - David Pate, ex tennista statunitense
- 16 aprile - Jason Scheff, bassista statunitense
- 17 aprile - Maurizio Colantoni, giornalista e telecronista sportivo italiano
- 17 aprile - Reinaldo Felisbino, ex calciatore brasiliano
- 17 aprile - Nancy Hogshead, ex nuotatrice statunitense
- 17 aprile - Christiane Knacke, ex nuotatrice tedesca orientale
- 17 aprile - Peter Lips, giocatore di curling svizzero
- 17 aprile - Ismail Mohamed, ex calciatore iracheno
- 18 aprile - Marin Bakalov, allenatore di calcio e ex calciatore bulgaro
- 18 aprile - Jan Björklund, politico svedese
- 18 aprile - Matteo Boniciolli, allenatore di pallacanestro italiano
- 18 aprile - Gaetano D'Amico, attore italiano
- 18 aprile - Poonam Dhillon, attrice indiana
- 18 aprile - Jeff Dunham, comico, scrittore e cabarettista statunitense
- 18 aprile - Cynthia Ettinger, attrice statunitense
- 18 aprile - Nick Farr-Jones, ex rugbista a 15, avvocato e dirigente sportivo australiano
- 18 aprile - Karen Handel, politica statunitense
- 18 aprile - Shirlie Holliman, cantante britannica
- 18 aprile - Wilber Marshall, ex giocatore di football americano statunitense
- 18 aprile - Bjørn Martin Olsen, calciatore norvegese († 2024)
- 18 aprile - William Pacheco, ex calciatore venezuelano
- 18 aprile - Valentino Peyrano, scrittore italiano
- 18 aprile - John Pule, scrittore, pittore e poeta niueano
- 18 aprile - Gerhard Redl, ex bobbista e ex velocista austriaco
- 18 aprile - Andrea Sepsei, ex cestista ungherese
- 18 aprile - Serse Soverini, politico italiano
- 19 aprile - Lynn Polson, ex cestista canadese
- 19 aprile - Werner Stutz, ex ciclista su strada e pistard svizzero
- 19 aprile - Nicola Tesini, pilota automobilistico e giornalista italiano
- 19 aprile - Alberto Tonut, ex cestista italiano
- 19 aprile - Pål Trulsen, giocatore di curling norvegese
- 19 aprile - Trine Trulsen, giocatrice di curling norvegese
- 19 aprile - Al Unser Jr., pilota automobilistico statunitense
- 19 aprile - Dorian Yates, culturista e imprenditore inglese
- 20 aprile - Andrea Ballarin, liutaio italiano
- 20 aprile - Romano Benet, alpinista italiano
- 20 aprile - John Herbert, ex triplista, ex bobbista e allenatore di atletica leggera britannico
- 20 aprile - Sigurður Ingi Jóhannsson, politico islandese
- 20 aprile - Volodymyr Ljutyj, allenatore di calcio e ex calciatore ucraino
- 20 aprile - Thomas Schwab, ex slittinista tedesco occidentale
- 20 aprile - Peter Segal, regista e produttore cinematografico statunitense
- 20 aprile - Brian Shimer, ex bobbista statunitense
- 20 aprile - Sanjaasürengiin Zorig, politico mongolo († 1998)
- 21 aprile - Leila Ameddah, pittrice e scultrice algerina
- 21 aprile - Choi Yun-gyeom, allenatore di calcio e ex calciatore sudcoreano
- 21 aprile - Pierfrancesco Gamba, politico italiano
- 21 aprile - Denis Jachiet, vescovo cattolico francese
- 21 aprile - Mehdi Jomaa, politico tunisino
- 21 aprile - Stefano Maccoppi, allenatore di calcio e ex calciatore italiano
- 21 aprile - Carmen Osbahr, attrice e doppiatrice statunitense
- 21 aprile - Nino Pellacani, ex cestista italiano
- 21 aprile - Craig Robinson, ex cestista, allenatore di pallacanestro e dirigente sportivo statunitense
- 21 aprile - Ronnie Smith, cestista statunitense († 2011)
- 21 aprile - Sergej Viktorovič Zalëtin, cosmonauta russo
- 22 aprile - Brunella Borciani, cantante italiana
- 22 aprile - Juan Manuel Cuá Ajacum, vescovo cattolico guatemalteco
- 22 aprile - Maurizio Grassano, politico italiano
- 22 aprile - Rossella Inverni, ex atleta paralimpica italiana
- 22 aprile - Vicente Ithier, ex cestista portoricano
- 22 aprile - Jeff Minter, programmatore e autore di videogiochi britannico
- 23 aprile - Rosi Aschenwald, ex sciatrice alpina austriaca
- 23 aprile - Michael Cook, rugbista a 15 e rugbista a 13 australiano
- 23 aprile - Michael F. Feldkamp, storico tedesco
- 23 aprile - John Hannah, attore britannico
- 23 aprile - Lorena Milanato, politica italiana
- 23 aprile - Algirdas Šemeta, politico lituano
- 24 aprile - Linda Cassell, ex tennista australiana
- 24 aprile - Christophe Desjardins, violista francese († 2020)
- 24 aprile - Saverio Grandi, paroliere, compositore e cantautore italiano
- 24 aprile - Michael Grenda, ex pistard australiano
- 24 aprile - Heike Kemmer, cavallerizza tedesca
- 24 aprile - Andrea Matteucci, serial killer italiano
- 24 aprile - Giorgio Paganin, ex pattinatore di velocità su ghiaccio italiano
- 24 aprile - Stuart Pearce, allenatore di calcio e ex calciatore inglese
- 24 aprile - Hugo Torres, ex rugbista a 15 e allenatore di rugby a 15 argentino
- 25 aprile - Aðalsteinn Aðalsteinsson, ex calciatore islandese
- 25 aprile - Nikola Adžić, ex pallamanista e allenatore di pallamano jugoslavo
- 25 aprile - Ole Edvard Antonsen, trombettista norvegese
- 25 aprile - Emadeddin Baghi, giornalista e attivista iraniano
- 25 aprile - Foeke Booy, allenatore di calcio e ex calciatore olandese
- 25 aprile - John Cooke, ex calciatore inglese
- 25 aprile - Dorival Júnior, allenatore di calcio e ex calciatore brasiliano
- 25 aprile - Keith Rothfus, politico e avvocato statunitense
- 25 aprile - Marco Serra, ex calciatore italiano
- 25 aprile - Adam Silver, avvocato e dirigente sportivo statunitense
- 26 aprile - Colin Anderson, ex calciatore inglese
- 26 aprile - Michael Damian, attore, regista e sceneggiatore statunitense
- 26 aprile - Héctor Enrique, allenatore di calcio e ex calciatore argentino
- 26 aprile - Matilde Guerrero, ex cestista dominicana
- 26 aprile - Matteo Messina Denaro, mafioso italiano († 2023)
- 26 aprile - George Montgomery, ex cestista statunitense
- 26 aprile - Marina Pirani, ex cestista italiana
- 26 aprile - Nasko Sirakov, ex calciatore bulgaro
- 26 aprile - Kōji Tsujitani, doppiatore giapponese († 2018)
- 26 aprile - Erik Van Looy, regista, sceneggiatore e conduttore televisivo belga
- 26 aprile - Vittorio Vatteroni, attore italiano
- 26 aprile - Debra Wilson, attrice, comica e doppiatrice statunitense
- 26 aprile - María del Monte, cantante spagnola
- 27 aprile - Ruslan Alchanov, poliziotto e politico russo
- 27 aprile - Rachel Caine, scrittrice statunitense († 2020)
- 27 aprile - Choi Min-sik, attore sudcoreano
- 27 aprile - Ángel Comizzo, allenatore di calcio e ex calciatore argentino
- 27 aprile - Scott Davis, ex tennista statunitense
- 27 aprile - Davide De Zan, giornalista, telecronista sportivo e conduttore televisivo italiano
- 27 aprile - Luigi Garelli, allenatore di pallacanestro italiano
- 27 aprile - Schae Harrison, attrice statunitense
- 27 aprile - Im Sang-soo, regista cinematografico e sceneggiatore sudcoreano
- 27 aprile - James LeGros, attore statunitense
- 27 aprile - Edvard Moser, psicologo e neuroscienziato norvegese
- 27 aprile - Enrico Ogliar Badessi, ex maratoneta italiano
- 27 aprile - Patrick Page, attore, basso-baritono e drammaturgo statunitense
- 27 aprile - Seppo Räty, ex giavellottista finlandese
- 27 aprile - Robin S., cantante statunitense
- 27 aprile - Ruben Sommaruga, scienziato uruguaiano
- 27 aprile - René Strickler, attore argentino
- 27 aprile - Ryszard Tarasiewicz, allenatore di calcio polacco
- 27 aprile - Lukman Žabrailov, ex lottatore sovietico
- 28 aprile - Luigi Bairo, scrittore italiano
- 28 aprile - Gerbrand Bakker, scrittore olandese
- 28 aprile - David Cork, ex calciatore inglese
- 28 aprile - Maggie De Block, politica e medico belga
- 28 aprile - Mária Dézsi, cestista ungherese († 2013)
- 28 aprile - Susanne Klatten, imprenditrice tedesca
- 28 aprile - Satoru Nishizono, scrittore e sceneggiatore giapponese
- 28 aprile - Didier Raboutou, arrampicatore francese
- 28 aprile - Chris Ramsey, allenatore di calcio e ex calciatore inglese
- 28 aprile - Luana Ravecca, scrittrice, fumettista e enigmista italiana
- 28 aprile - Darrell Roodt, regista, sceneggiatore e produttore cinematografico sudafricano
- 28 aprile - Ahmed Usman, ex calciatore e ex giocatore di calcio a 5 nigeriano
- 29 aprile - Fernando Bonaldo, ex nuotatore, cestista e atleta paralimpico italiano
- 29 aprile - Stephan Burger, arcivescovo cattolico tedesco
- 29 aprile - Christine Defraigne, politica belga
- 29 aprile - Rob Druppers, ex mezzofondista olandese
- 29 aprile - Steve Heard, ex mezzofondista e velocista britannico
- 29 aprile - Tomáš Jelínek, ex hockeista su ghiaccio ceco
- 29 aprile - Vlado Lisjak, ex lottatore jugoslavo
- 29 aprile - Midnight, cantante statunitense († 2009)
- 29 aprile - Márcio Máximo, allenatore di calcio brasiliano
- 29 aprile - Fabrizio Palma, musicista e arrangiatore italiano
- 29 aprile - Jochen Partsch, politico tedesco
- 29 aprile - Polly Samson, giornalista, paroliera e scrittrice britannica
- 30 aprile - Tom Fahn, doppiatore statunitense
- 30 aprile - Eva Fjellerup, ex pentatleta e schermitrice danese
- 30 aprile - Carola Hornig, ex canoista tedesca
- 30 aprile - Egil Johansen, calciatore norvegese († 2023)
- 30 aprile - Seiji Maehara, politico giapponese
- 30 aprile - Salvatore Matarrese, ingegnere, dirigente d'azienda e politico italiano
- 30 aprile - CeCe Rogers, cantante, musicista e produttore discografico statunitense
- 30 aprile - Tarcisio Serena, ex arbitro di calcio italiano
- 30 aprile - Moreno Sfiligoi, ex cestista italiano